# (14836) Maxfrisch
(14836) Maxfrisch ist ein im Hauptgürtel gelegener Asteroid, der am 14. Februar 1988 vom deutschen Astronomen Freimut Börngen an der Thüringer Landessternwarte Tautenburg (Sternwarten-Code 033) im Tautenburger Wald in Thüringen entdeckt wurde.
Der Asteroid wurde am 26. Juli 2000 nach dem Schweizer Schriftsteller und Architekten Max Frisch (1911–1991) benannt, dessen Schaffen sich zentral um das Verhältnis des Einzelnen zu sich selbst und seiner Umgebung dreht. Seine Theaterstücke Biedermann und die Brandstifter oder Andorra sowie seine drei großen Romane Stiller, Homo faber und Mein Name sei Gantenbein bilden Probleme der Gegenwart ab.